# 양창섭
양창섭(梁敞涉, 1999년 9월 22일~)은 KBO 리그 삼성 라이온즈의 투수이다.

## 어린 시절
노원구 리틀 야구단 시절에 국가대표에 뽑혀 한일전에서 선발로 나와 활약했고, 청량중학교에 진학해 에이스로 활약했다. 덕수고등학교 1학년 때는 많은 경기에 나서지 못했지만, 2학년 때부터 팀의 에이스이자 전국구 에이스로 활약했다. 2학년 시절 팀의 황금사자기, 청룡기에서 우승으로 이끌었다. 2학년 때는 청소년 국가대표에 뽑혀 활약했다. 3학년 때도 역시 팀의 에이스로 활약하며 황금사자기 팀의 우승을 이끌었다. 이후 경기에는 체력 안배 차원에서 많은 경기에는 나서지 않았다. 청소년 국가대표에서 에이스로 맹활약했다. 이 활약 덕분에 신인 드래프트에서 전체 2순위로 삼성 라이온즈에 지명됐다.

## 삼성 라이온즈시절
2018년 신인 드래프트에서 2차 1라운드(전체 2순위)로 지명됐고, 연봉 2,700만원, 계약금 2억 6,000만원에 계약했다.
스프링캠프에 신인 중 최채흥, 김태우와 함께 참가했다. 애초에는 최채흥이 5선발 후보였고, 그는 고졸 신인이라 불펜으로 시작할 예정이었지만 스프링 캠프 기간 동안 5선발 후보였던 최채흥이 6이닝 14실점으로 부진했고, 그는 7이닝 1실점, 평균자책점 0으로 호투해 5선발 후보로 언급됐다.
2018년 3월 13일 kt 위즈와의 시범 경기 개막전에 선발 등판해 4이닝 4볼넷, 3탈삼진을 기록했다. 특히나 고교 시절 라이벌이자 주목받는 신인인 강백호와의 맞대결에서 강한 모습을 보였다. 시범 경기 후 4선발로 낙점됐다.
2018년 3월 28일 KIA 타이거즈와의 경기에 선발 등판하며 데뷔 첫 경기를 치렀고, 경기에서 6이닝 무실점으로 QS를 기록하며 데뷔 첫 승을 기록했다. 이는 KBO 리그 역대 6번째 고졸 신인 데뷔 전 선발 승이었으며, 역대 최연소 데뷔 전 선발 승(만 18세 6개월 6일)이었다.
KIA 타이거즈와의 경기에서 좋은 모습을 보여주며 '기나쌩'이라고 불렸다. 시즌 후반에는 불펜으로 등판했다.
2019년 스프링 캠프에서 팔꿈치 통증을 호소했고, 3월 12일에 토미존 서저리, 팔꿈치 뼛조각 제거 수술을 받으며 시즌 아웃됐고 2023년 8월 1일 상근예비역으로 입대했다.

## 출신 학교
- 서울녹천초등학교(노원구리틀)
- 서울 청량중학교
- 덕수고등학교

## 경력
- 2016년 아시아 청소년 야구 선수권 대회 국가대표
- 2017년 제 28회 세계 청소년 야구 선수권 대회 국가대표

## 수상
- 2014년 전국 중학 야구 선수권 대회 최우수 선수상
- 2016년 황금사자기 전국 고교 야구 대회 겸 주말 리그 왕중왕전 최우수 선수상, 청룡기 전국 고교 야구 선수권 대회 겸 주말 리그 왕중왕전 우수 투수상
- 2017년 황금사자기 전국 고교 야구 대회 겸 주말 리그 왕중왕전 최우수 선수상(황금사자기 역대 2번째 2년 연속 최우수 선수상 수상)

## 통산 기록
| 연도 | 팀명  | 평균자책점 | 경기 | 완투 | 완봉 | 승 | 패 | 세 | 홀 | 승률  | 타자 | 이닝 | 피안타 | 피홈런 | 볼넷 | 사구 | 탈삼진 | 실점 | 자책점 |
| ---- | ----- | ---------- | ---- | ---- | ---- | -- | -- | -- | -- | ----- | ---- | ---- | ------ | ------ | ---- | ---- | ------ | ---- | ------ |
| 2018 | 삼성  | 5.05       | 19   | 0    | 0    | 7  | 6  | 0  | 0  | 0.538 | 400  | 87⅓  | 100    | 12     | 34   | 10   | 49     | 52   | 49     |
| 2020 | 삼성  | 2.70       | 7    | 0    | 0    | 0  | 0  | 0  | 0  | -     | 29   | 6⅔   | 6      | 1      | 3    | 0    | 4      | 2    | 2      |
| 2021 | 삼성  | 6.60       | 6    | 0    | 0    | 1  | 1  | 0  | 1  | 0.400 | 73   | 15   | 21     | 3      | 8    | 0    | 13     | 11   | 11     |
| 2022 | 삼성  | 9.82       | 2    | 0    | 0    | 2  | 3  | 0  | 0  | -     | 96   | 20⅓  | 24     | 3      | 12   | 1    | 10     | 19   | 19     |
| 2023 | 삼성  | 9.10       | 15   | 0    | 0    | 0  | 3  | 0  | 2  | 0.000 | 141  | 28⅔  | 45     | 7      | 16   | 1    | 12     | 29   | 29     |
| 통산 | 5시즌 | 6.27       | 56   | 0    | 0    | 10 | 13 | 0  | 3  | 0.476 | 739  | 158  | 196    | 26     | 85   | 12   | 88     | 113  | 110    |